# San Francisco Rush 2049
San Francisco Rush 2049 es un videojuego de carreras de 1999 desarrollado por Atari Games y publicado por Midway Games para la Arcade, Nintendo 64, Game Boy Color, y Dreamcast. Fue lanzado el 7 de septiembre de 2000 en Norteamérica y el 17 de noviembre de 2000 en Europa. Es el tercer juego de la serie Rush y la secuela de Rush 2: Extreme Racing USA. La versión de Dreamcast  fue posteriormente reeditada como parte de Midway Arcade Treasures 3 para la PlayStation 2, Xbox y Nintendo GameCube.

## Jugabilidad
El juego cuenta con un motor de física estilo arcade. Las pistas de carreras se basan en un diseño futurista a la representación de San Francisco.
Los coches tienen la capacidad de extender las alas de sus caras laterales, lo que permite mediados de los ajustes de aire. Esta función es un producto de la ambientación de ciencia ficción y, como tal, no es visto en otras entregas de carreras de la serie.
Como con los anteriores títulos de la franquicia, Rush 2049 tiene las características en el modo truco, en el que el jugador gana puntos para el salto complejo en el aire, las maniobras y el éxito de los desembarques. El juego también incluye un modo multijugador deathmatch modo de batalla y el modo carrera para hasta cuatro jugadores. Hay seis pistas de carreras, cuatro arenas, ocho arenas de batalla y un obstáculo desbloqueable denominado 'The Gauntlet'. El único jugador en el modo carrera pone el énfasis en las extravagantes y desafiando a la muerte con accesos directos, la creación de un riesgo y la recompensa de la estructura del juego. 
El juego es la banda sonora está compuesta principalmente por: Big Beat, Break Beat y Drum N' Bass.

### Juego de Arcade
La versión de arcade era un juego de ocho jugadores (pero más comúnmente comprado en pares), asientos a la máquina con realimentación de fuerza en el volante, cambios de marcha, y tres pedales (acelerador, freno y embrague). Un teclado numérico como el teléfono, a la derecha del volante, dio a los jugadores la opción de elegir un PIN y les permitió ganar puntos para desbloquear nuevos coches y pistas. La máquina utiliza una 3dfx Voodoo 3 de tarjeta gráfica.

## Lanzamiento del Arcade
El original San Francisco Rush 2049 fue lanzado en 1999. Esta versión cuenta con una lista de cinco pistas jugables y ocho coches diferentes, con más coches desbloqueables a medida que el jugador progresa a través del juego. En cada etapa el jugador debe correr contra siete coches de la CPU. Las pistas contienen un total de 100 monedas que cuando se encuentran se desbloquean nuevos coches y trabajos de pintura.
En el 2000, Midway lanzó una versión actualizada llamada: Tournament Edition, que arreglan bugs y añade nuevas pistas y coches. También tiene la capacidad de conectarse a un servidor externo, a través de una conexión de red T1, y jugar contra otros jugadores en un torneo en línea. La actualización fue retirada poco después como Midway debió cerrar su torneo en línea, aunque aún se puede encontrar en algunos sitios que la conservaron como Video Bobs Starbase Arcade en San Rafael, que estaban muy involucrado en el testeo como consecuencia de su proximidad a Midway West campus.[cita requerida] En el año 2003, Betson Enterprises ha lanzado una actualización, llamada de San Francisco Rush 2049 Edición Especial, que añadió dos nuevas canciones, diez coches nuevos, y nuevos accesos directos. Este juego fue el último juego lanzado para llevar a los Juegos de Atari Games moniker antes de que la empresa se cambiara de nombre llamándola Midway Games West.

## Lista de la banda sonora
La banda sonora de Rush 2049 está compuesta principalmente los géneros de big beat, break beat, D&B, y el techno. Todas las canciones fueron compuestas y producidas por Barry Leitch. La Nintendo 64 y Dreamcast, versiones que casi tiene totalmente las únicas bandas sonoras. La versión de nintendo 64 contiene doce canciones, casi todos de los cuales son exclusivos para esa versión y no en función de las versiones arcade. La versión de Dreamcast incluye veinte pistas de música, muchos de los cuales son los mismos que las versiones de arcade y algunos de los cuales son exclusivos para esa versión. La versión de arcade incluye ocho pistas de música, seis de los cuales son utilizados durante el juego.

## Lanzamientos
San Francisco Rush 2049 fue lanzado a la Nintendo 64 y la Sega Dreamcast en el año 2000 por Midway Games. Las versiones de Nintendo 64 y Sega Dreamcast, como en la versión original de arcade, contienen los anuncios de Dickies y Slim Jim. Cuando se libera bajo licencia como Midway Arcade Treasures 3, los anuncios de Slim Jim fueron retirados y sustituidos por el logo de Midway Games. Todos los lanzamientos de la consola aparece una variación de la versión arcade, que es el de las alas stunt . La versión arcade no cuenta con la capacidad de ala stunt, que permite al jugador realizar maniobras en el aire mientras se desliza.
El juego estaba previsto para el lanzamiento de la consola Sony PlayStation, pero fue cancelado.
San Francisco Rush 2049 también fue lanzado a la Game Boy Color por Handheld Games y publicado por Midway Games. Las pistas se diferencian de las otras versiones, mientras que los coches son idénticos. La carrera se lleva a cabo desde una perspectiva top-down.
Midway tenía planes para crear un doble paquete de Hydro Thunder y San Francisco Rush 2049 bajo el nombre de Hydro Rush para la PlayStation 2, pero el juego fue cancelado, cuando el proyecto se trasladó a Midway Arcade Treasures 3.